# The Movie Database
The Movie Database (TMDb) er en online, brugerdrevet database med information om film og tv-serier. Projektet blev startet i 2008 af Travis Bell for at holde styr på en samling af filmplakater. Den oprindelige database var baseret på data fra den frie Open Media Database (omdb). TMDb er en konkurrent til det kommercielle IMDb. TMDb kan via API benyttes som kilde til brug af dataene i andre sammenhænge, eksempelvis i mediecentersoftwaren Kodi.
I 2010 blev TMDb købt af firmaet Fan TV, men projektet fortsætter under grundlæggerens ledelse. I 2015 var der 234.000 film og 583.000 personer i databasen.